# Грошань (Бузеу)
Грошань, Грошані (рум. Groșani) — село у повіті Бузеу в Румунії. Входить до складу комуни Костешть.
Село розташоване на відстані 87 км на північний схід від Бухареста, 10 км на південний захід від Бузеу, 107 км на захід від Галаца, 110 км на південний схід від Брашова.

## Населення
За даними перепису населення 2002 року у селі проживали 83 особи, усі — румуни. Усі жителі села рідною мовою назвали румунську.